# جون لافاييت كامب
جون لافاييت كامب هو قاضي وفلاح ومحامي وسياسي أمريكي، ولد في 20 فبراير 1828 في ألاباما في الولايات المتحدة، وتوفي في 16 يوليو 1891 في سان أنطونيو في الولايات المتحدة. نشط حزبياً في الحزب الديمقراطي. وقد انتخب عضو مجلس ولاية تكساس ‏.